# Tinya palla
Tinya palla (del quechua tinya, una especie de tambor, y palla, señora, dama, mujer madura de la nobleza inca) o wiqru palla/wicro palla (del quechua wiqru, torcido, doblado) es una danza tradicional de origen incaico de la provincia de Pomabamba en la Región Ancash en Perú, en la cual unas mujeres representan a princesas incas. Según la tradición unas princesas conchucanas se dirigieron al norte en busca de los soldados que fueron a luchar contra los vecinos que pretendían invadir el territorio de su reino; pero estos no regresaron por haberse corrompido en la costa, así el Dios Kon los castigó convirtiéndolos en arena, piedras y gatos negros.

## Desarrollo y vestuario

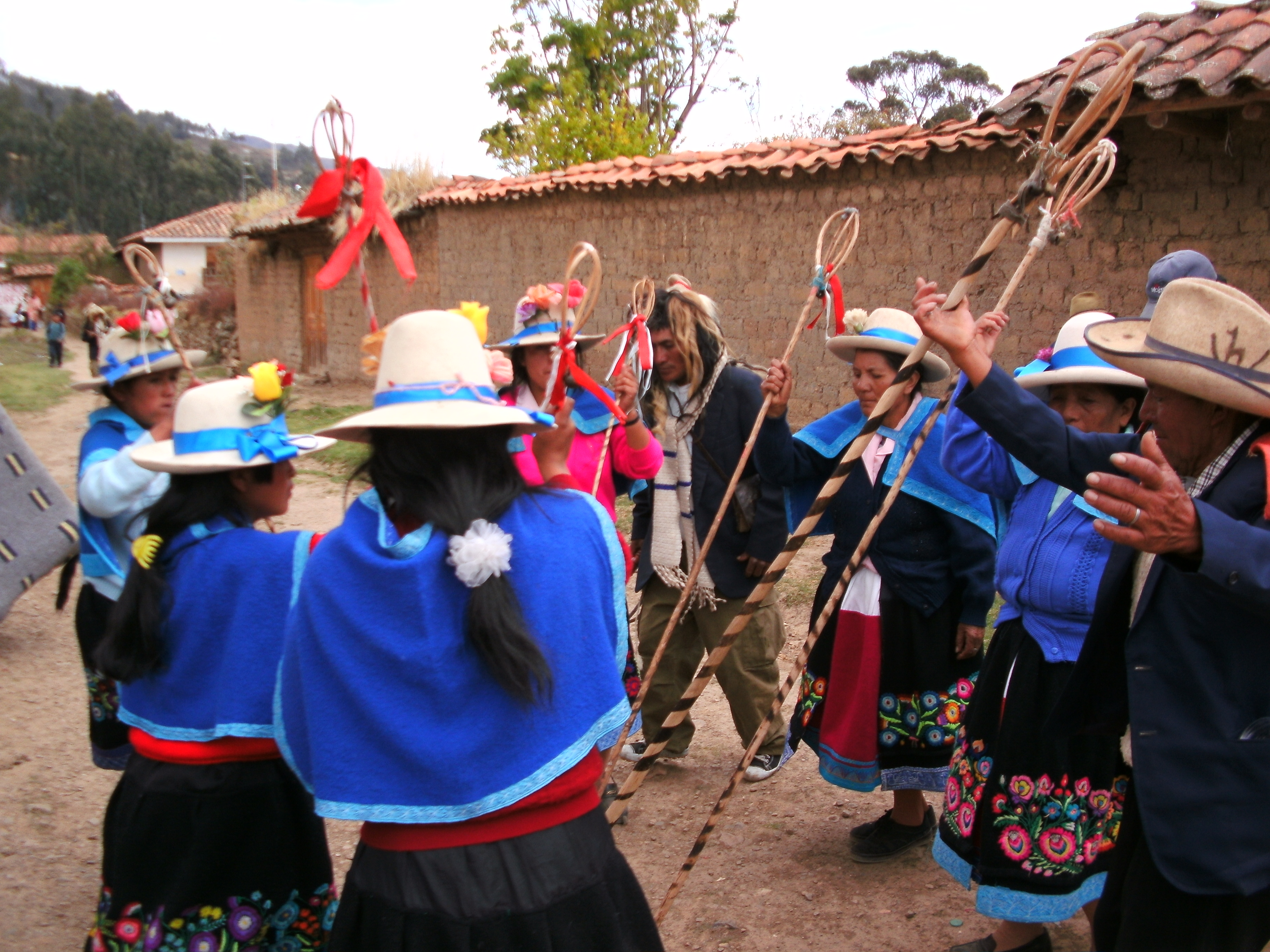
Pallas

La danza se desarrolla en cuatro etapas: el pasacalle, la escaramuza, las mudanzas y el chimaychi.
Los personajes danzarios son: la gurikuq, la cuadrilla (compuesta por una capitana, seis pallas o princesas y un yunca) y los músicos (uno tocando la flauta y otro la caja).
Las mujeres se visten con la pintaybata. Llevan pollera oscura y monillo rosados, un rosario de varias vueltas, una mantita corta de color azul o celeste, llamada lliclla, botines de cuero de color marrón, sombrero de lana de color blanco con cinta roja; portan además una vara o bastón largo con piruetas, denominado kiyaya o chuncho.
El yunca viste un chaleco negro, camisa blanca de manga larga, un pantalón negro con una faja multicolor, lleva sandalias, un sombrero de lana con dos prominentes plumajes, y porta una culebrilla o rienda.

## Patrimonio Cultural del Perú
En 2009, el Instituto Nacional de Cultura declaró la tinya palla Patrimonio Cultural del Perú por Resolución Directoral Nacional N.º 491/INC-2009.